# Samsung Galaxy M23
Samsung Galaxy M23 5G — смартфон на базе Android, разработанный, разработанный и продаваемый компанией Samsung Electronics. Этот телефон анонсирован 4 марта 2022 года.